# 슈티에베르 졸탄
슈티에베르 졸탄(헝가리어: Stieber Zoltán, 1988년 10월 16일 ~ )는 헝가리의 축구 선수로, 현 소속팀은 우이페슈트이다.